# جيفري تشيساني
جيفري ر. تشيساني (بالإنجليزية: Jeffrey R. Chessani)‏ مقدم متقاعد في قوات مشاة بحرية الولايات المتحدة. كان قائد الكتيبة الثالثة، مشاة البحرية الأولى خلال القتال الحضري في نوفمبر 2005 في حديثة بالعراق. في تلك الحادثة المعروفة باسم مجزرة حديثة اتهم أفراد كتيبته بقتل 15 مدنيا أثناء ملاحقة متمردين.
دعته خدمة التحقيق بجرائم البحرية إلى التحقيق في عمليات القتل بعد أن نشرت مجلة تايم تقريرا عن عمليات القتل. مرت ثلاثة عشر شهرا بين عمليات القتل وبدء تحقيق خدمة التحقيق بجرائم البحرية.
تم عزل تشيساني من منصبه جنبا إلى جنب مع النقيب البحري لوك ماكونيل وجيمس كيمبر ومع ذلك تم رفض جميع التهم الجنائية ضد تشيساني. وجد مجلس التحقيق أنه على الرغم من سهولة إثبات التهم وترجيح الأدلة فإنه لم يكن هناك سوء سلوك.
دافع مركز توماس مور قانوني والإعلامي مايكل سافاج عن تشيسانى ضد الاتهام بأنه فشل في التحقيق في عمليات القتل. كان رئيس الرقباء فرانك ووترتش من كبار رجال البحرية في الدورية وجرى التحقيق معه في تهم أخرى. حتى الآن وبعد محاكمات عديدة لم تثبت إدانة أي من جنود البحرية بارتكاب أي جرائم.
نشأ شيساني في بلدة رانغلي الصغيرة بكولورادو حيث تخرج من المدرسة الثانوية في عام 1982. حصل على البكالوريوس من جامعة كولورادو الشمالية في عام 1988. خلال مسيرته العسكرية شارك في الغزو الأمريكي لبنما عام 1989 وحرب الخليج الثانية عام 1991 ومؤخرا غزو العراق.
في 17 يونيو 2008 رفض القاضي العسكري العقيد ستيفن فولسوم جميع التهم الموجهة إلى تشيساني على أساس أن الفريق الأول جيمس ماتيس الذي وافق على تقديم التهم الموجهة إليه قد تأثر بشكل غير صحيح بمحقق الحادث. كان الحكم بدون تحيز مما سمح للادعاء بتجديده.
في عام 2008 استأنف في نيابة سلاح البحرية مدعيا أن القاضي أساء استعمال سلطته عندما رفض التقصير في فرض الحكم على تشيساني في عمليات القتل. في 17 مارس 2009 أيدت محكمة استئناف عسكرية فصل تهم جرائم الحرب ضد تشيساني.
قال اللواء هاك قائد تشيساني: «لقد أيدنا حسابنا ولا نرى ضرورة إجراء مزيد من التحقيقات». سمح لهوك بالتقاعد دون فقدان الرتبة ودون الذهاب إلى مجلس التحقيق.
في يوم الجمعة 28 أغسطس 2009 قرر الفريق الجديد المسؤول عن قضية تشيساني لوتن جورج فلين القائد العام لقيادة تطوير سلاح البحرية في كوانتيكو بفيرجينيا بأن التهم الجنائية ليست مبررة. بدلا من ذلك أمر تشيساني بمواجهة إجراء إداري للبحرية يسمى مجلس التحقيق الذي لم يجد أي سوء سلوك وأوصى بأن يسمح له بالتقاعد دون فقدان الرتبة.
قال ريتشارد تومبسون الرئيس والمدير العام لمركز توماس مور قانوني: «إن اضطهاد الحكومة لهذا الضابط البحري المخلص يستمر لأنه رفض رمي رجاله تحت الحافلة لتهدئة بعض السياسيين والصحفيين المناهضين للحرب والحكومة العراقية. أي عقاب من قبل للمقدم تشيساني من قبل مجلس التحقيق سيكون خطأ في العدالة لأنه لم يفعل شيئا خاطئا ومحامينا سوف يدافع عنه بقوة في هذا الإجراء الإداري».
كانت الادعاءات المرفوضة ضد تشيساني لعدم تقديم التقارير والتحقيق بشكل صحيح في حادث 19 نوفمبر 2005. تبين الأدلة بدلا من ذلك أنه أبلغ فورا عن مقتل 15 مدنيا لرؤسائه ولم يعتبره أحد رؤسائه - بمن فيهم الجنرالات الكبار - أمرا غير عادي أو أمر بإجراء تحقيق آخر. بدلا من ذلك أثنوا على عمله على نحو جيد. في الواقع قال له رئيس تشيساني الفوري أنه لا حاجة للتحقيق لأنه كان عملا قتاليا بحسن نية - وهو ما يتفق مع الأوامر المعمول بها آنذاك فهناك: عدم التحقيق في وفيات المدنيين المتعلقة بالعمل القتالي. تم تغيير هذا الأمر في أبريل 2006 بعد مجزرة حديثة.
تشيساني تقاعد من الفيلق في 16 يوليو 2010.